# Joseph James Cheeseman
Joseph James Cheeseman (7 de marzo de 1843 - 12 de noviembre de 1896) fue un político liberiano, 12º Presidente de Liberia entre 1892 y 1896. Nacido en Edina en el condado de Grand Bassa, fue elegido tres veces como mandatario en representación del Partido Whig Auténtico. Cheeseman fue educado en la Universidad de Liberia.
Su gestión estuvo marcada por las dificultades económicas, los levantamientos de grupos tribales y los conflictos territoriales coloniales con Reino Unido y Francia.
Falleció el 12 de noviembre de 1896 en Monrovia, en pleno ejercicio de sus funciones. Fue sucedido por su vicepresidente William David Coleman.